# Dirk Hoke

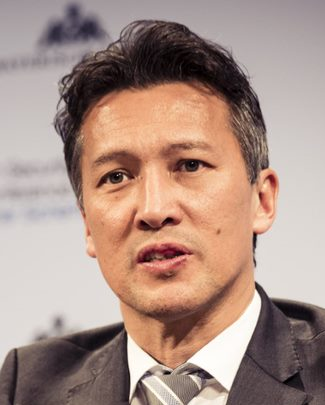
Dirk Hoke (2019)

Dirk Carsten Hoke (* 2. April 1969 in Kassel) ist ein deutscher Maschinenbauingenieur und Luftfahrtmanager. Er war Vorstandsvorsitzender von Airbus Defence and Space, wurde 2022 Vorstandsvorsitzender von Volocopter und ist seit April 2025 
CEO von Voith.

## Herkunft
Aufgewachsen ist Dirk Hoke in Hitzacker im Wendland an der Elbe. Sein leiblicher Vater ist US-Amerikaner chinesischer Herkunft. Seine Mutter, eine erfolgreiche Langläuferin, ist Deutsche. Er hat drei Geschwister. Sein Stiefvater ist halb deutsch, halb französisch, war zunächst Oberkellner in einem Hotel in Hitzacker und eröffnete dann ein eigenes Restaurant. Hoke wuchs, einem Porträt der Süddeutschen Zeitung zufolge, in bescheidenen Verhältnissen auf und ein Lehrer wurde zu einer wichtigen Bezugsperson, die ihn förderte.

## Ausbildung
Hoke studierte Maschinenbau an der Technischen Universität Braunschweig. Er bekam ein Humboldt-Stipendium und verbrachte an der University of California, Berkeley, USA, zwei Jahre als Forscher und Lehrer.

## Berufliche Karriere
Seine berufliche Karriere begann Hoke 1993 bei McKinsey & Company mit Managementberatung im Bereich Kfz-, Elektronik-, Luftfahrtgeschäft und Produktentwicklung. 1994 ging er nach Boulogne-Billancourt bei Paris zum Automobilkonzern Renault als Forschungs- und Entwicklungsingenieur im Zuständigkeitsbereich „Prozess- und Software-Analysen“. Im Anschluss wechselte er 1996 zu Siemens nach Erlangen. Dort wurde er in ein Traineeprogramm aufgenommen mit längerem Auslandsaufenthalt in Argentinien. Einsätze folgten mit Managerpositionen in der Volksrepublik China und den USA. Von 2002 bis 2005 war er Siemens-Generalmanager im Bereich „Transportsysteme“, wobei er als Projektleiter am Transrapid Shanghai beteiligt war und in China das Geschäft von Siemens als Bahnzulieferer vorantrieb. In Sacramento, USA sanierte er ein Werk für Straßenbahnen und war bei Siemens Transportation Systems Verkaufsleiter für Nord- und Südamerika. Auch trug er ab Juli 2009 für Siemens in Afrika die komplette Verantwortung mit den Schwerpunkten in Casablanca, Marokko und Johannesburg, Südafrika. 2011 übernahm er bei Siemens Sector Industry in Erlangen die Leitung der Industry Solutions Division und wurde im Oktober 2011 CEO der Siemens Industrial Solutions and Services. Zum 1. Juli 2014 wurde er Bereichsvorstand Siemens Automation and Drives im Geschäftsgebiet „Large Drives“, dort zuletzt u. a. zuständig für den Schiffbau und Bergbau.
Tom Enders gewann ihn für den Einstieg in die Luft- und Raumfahrt. So kam Hoke zu Airbus Defence and Space in Taufkirchen (bei München), wo er von April 2016 bis Juni 2021 Vorstandsvorsitzender war. Das deutsch-französische Kampfflugzeug-System FCAS (Future Combat Air System), welches Airbus gemeinsam mit der französischen Groupe Dassault plant, gehörte zu seinen wichtigsten Projekten.
Ende Juli 2021 gründete er die D&D Invest Consult GmbH, Heroldsberg. Im September 2022 folgte Hoke Florian Reuter als CEO von Volocopter, einem Pionier der Urban Air Mobility (UAM), um dieser Luftfahrttechnologie zum kommerziellen Markteintritt zu verhelfen.
Im September 2024 gab er bekannt, Volocopter Ende Februar 2025 zu verlassen und ab 1. April 2025 als CEO des Technologiekonzerns Voith in Heidenheim an der Brenz die Nachfolge von Toralf Haag anzutreten. Zudem wurde er im April 2025 in den Aufsichtsrat der Körber AG gewählt.

## Privates
Hoke ist verheiratet und hat zwei Kinder. Er spricht Englisch, Französisch, Deutsch, versteht laut Eigenangaben recht gut Spanisch und konnte auch mal etwas Chinesisch.

## Sonstiges
- 2010 wurde er in das Netzwerk Young Global Leaders der Schwab-Stiftung aufgenommen.
- 2019 wurde er in den Vorstand des im selben Jahr gegründeten gemeinnützigen Vereins 'Sicherheitsnetzwerk München gewählt.[16]
- Vom 1. Januar 2020 bis 23. September 2021 war er Präsident vom Bundesverband der Deutschen Luft- und Raumfahrtindustrie (BDLI).[17][18]
- Im April 2022 wurde er in den Verwaltungsrat von SolarEdge berufen.
- Mitglied des Board of Advisors von Voyager Space.[19]
- Mitglied des Board of Directors von Spire Global.[20][21]
- Hoke ist gemäß Lobbyregistergesetz im Lobbyregister gelistet als Interessenvertreter der Volocopter GmbH[22]

## Schriften
- Smart Service Welt. Umsetzungsempfehlungen für das Zukunftsprojekt, Internetbasierte Dienste für die Wirtschaft, Mitherausgeber als AG-Sprecher für Siemens AG. acatech, Berlin (2014)
- Von Ethik und Einsatzbereitschaft: Das Rüstungsvorhaben "Future Combat Air System" kann zur Blaupause europäischer Verteidigungskooperationen werden - und ein wichtiger Pfeiler militärischer Souveränität. Handelsblatt, 19. November 2020, S. 48